# 派尔和格朗吕
派尔和格朗吕（法語：Pair-et-Grandrupt，法語發音：[pɛʁ e ɡʁɑ̃ʁy] ⓘ）是法国大東部大區孚日省的一个市镇，属于孚日圣迪耶区。

## 地理
派尔和格朗吕（48°16'52"N, 7°1'7"E）面积4.58 平方千米，位于法国大東部大區孚日省，该省份为法国东北部内陆省份，北起默兹省和默尔特-摩泽尔省，西接上马恩省，南至上索恩省和贝尔福地区省，东临上莱茵省和下莱茵省。
与派尔和格朗吕接壤的市镇（或旧市镇、城区）包括：奈蒙莱福斯、法沃河畔纳维莱尔、拉沃、勒莫梅克斯、圣玛格丽特。

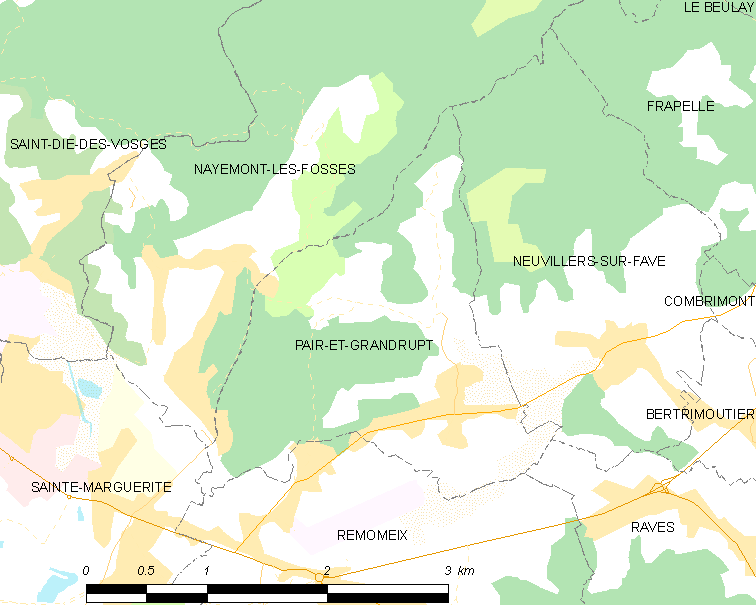
派尔和格朗吕的OSM定位图

派尔和格朗吕的时区为UTC+01:00、UTC+02:00（夏令时）。

## 行政
派尔和格朗吕的邮政编码为88100，INSEE市镇编码为88341。

## 政治
派尔和格朗吕所属的省级选区为孚日圣迪耶第二县。

## 人口

1962-2008年间派尔和格朗吕人口变化图示

派尔和格朗吕于2022年1月1日时的人口数量为491人。